# American Phytopathological Society
Pour les articles homonymes, voir APS.
L'American Phytopathological Society (APS, société américaine de phytopathologie) est une organisation scientifique américaine à vocation internationale vouée à l'étude des maladies des plantes.
L'APS favorise l'avancement des concepts modernes de la science de la pathologie végétale et de la gestion de la santé des végétaux dans les milieux agricoles, urbains et forestiers.
La Société a été fondée en 1908 et est passée de 130 membres fondateurs à près de 5 000 membres phytopathologistes et scientifiques du monde entier. 
L'APS fournit des informations sur les derniers développements et les progrès de la recherche en sciences de la pathologie végétale grâce à ses revues et à son service d'édition, APS Press. 
L'APS préconise l'échange d'informations sur la santé des plantes avec les décideurs publics et la communauté scientifique dans son ensemble et y participe. Elle offre des possibilités de communication scientifique, de collaboration et de développement professionnel.

## Revues
La société publie depuis 1911 des recherches scientifiques évaluées par les pairs et, aujourd'hui, édite cinq revues dans le domaine de la pathologie végétale :
- Phytopathology  (ISSN 0031-949X),
- Plant Disease  (ISSN 0191-2917),
- Molecular Plant-Microbe Interactions  (ISSN 0894-0282),
- Plant Health Progress  (ISSN 1535-1025),
- Plant Health Instructor  (ISSN 1935-9411).